# Montafonerhaus

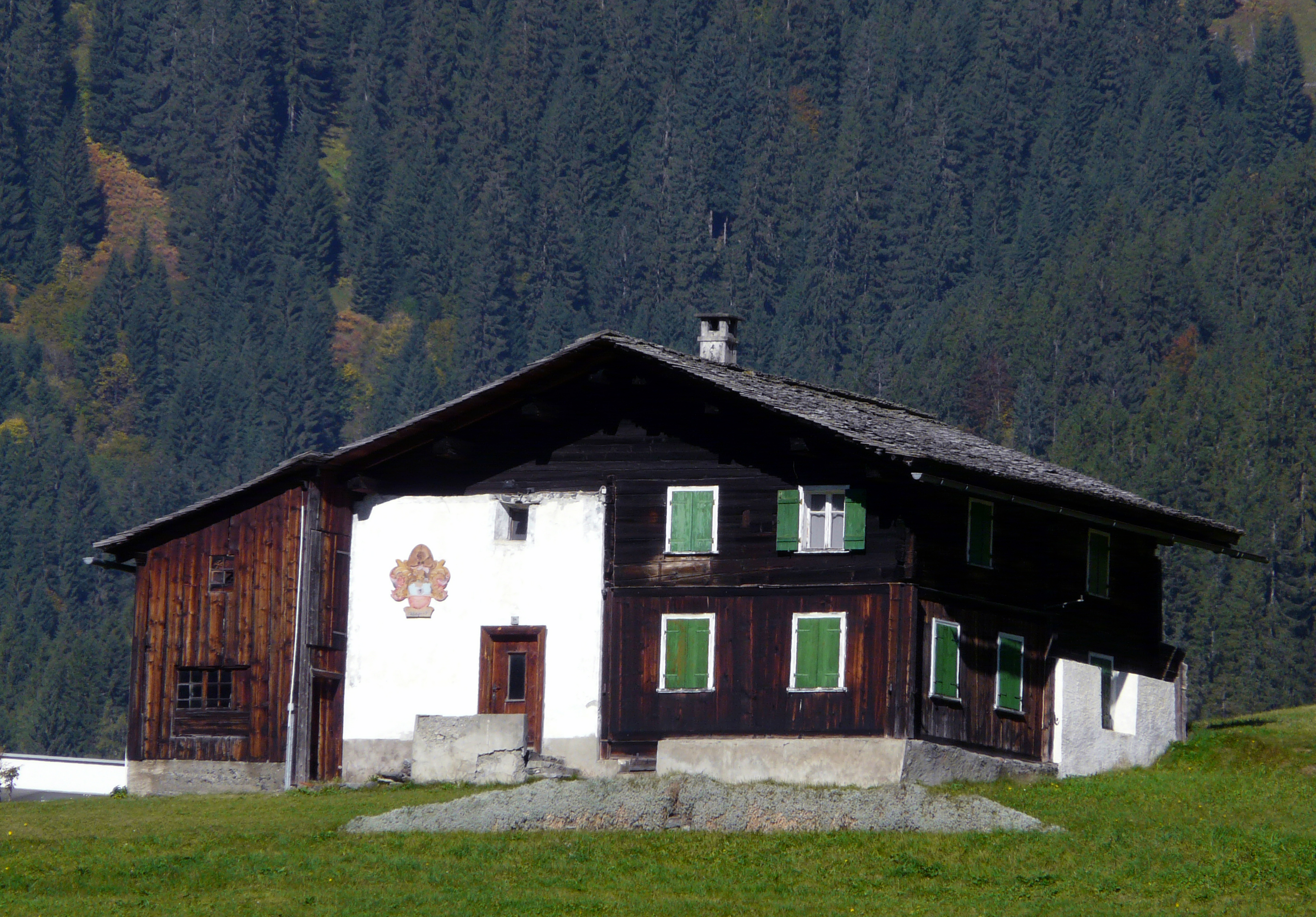
Montafonerhaus, Tipo I, en Gortipohl

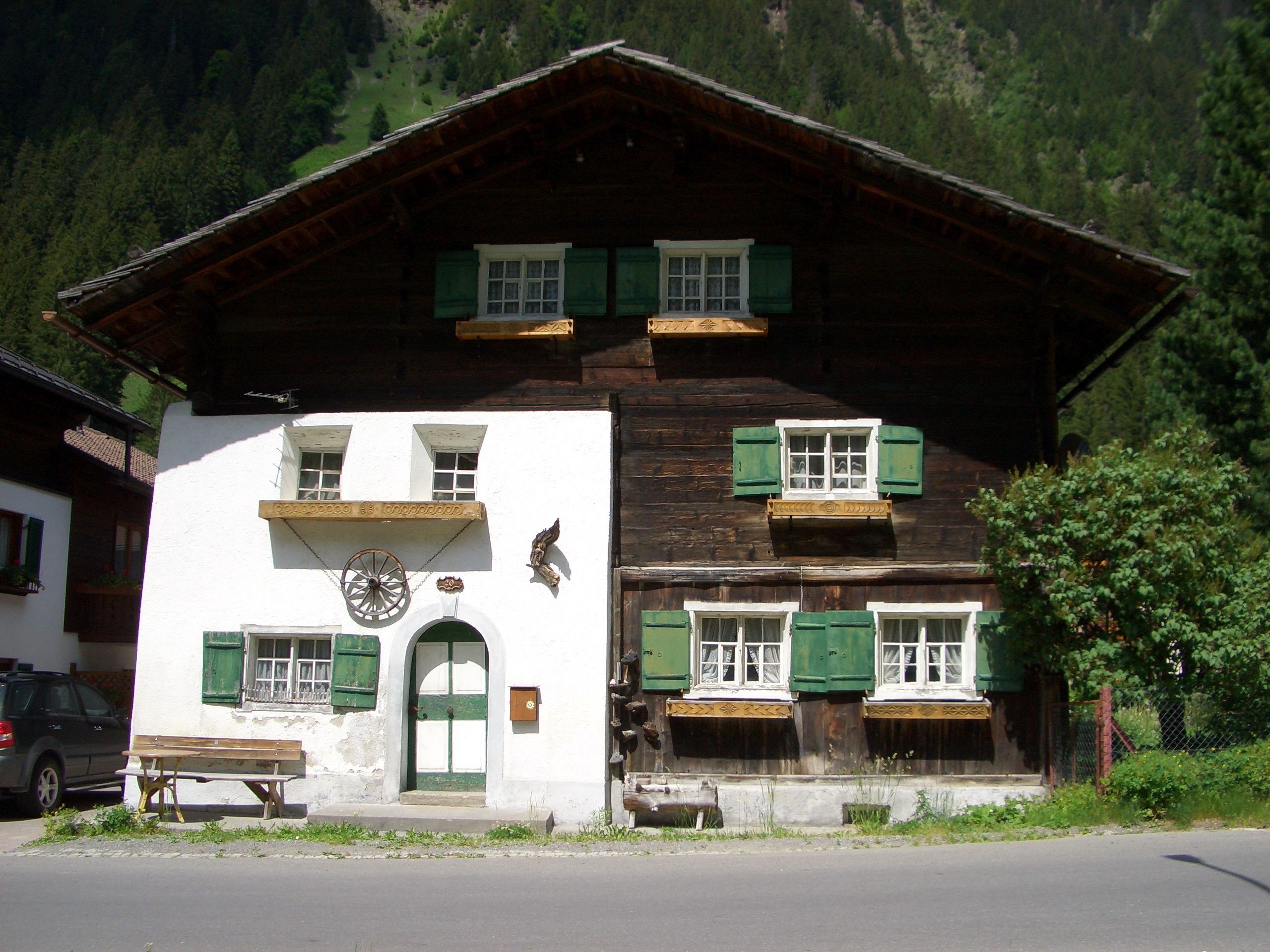
Casa tipo I Montafon en Partenen (Gaschurn)

La Casa Montafon (alemán: Montafoner Haus) es una forma de casa típica de la región de Montafon desde el siglo XV hasta el siglo XX en una construcción mixta de piedra y madera. Formaba el componente principal del paisaje cultural de Montafon y era una peculiaridad del valle.

## Construcción
En Montafon, se desarrolló una forma propia de casa en construcción mixta de piedra y madera, originada en la casa de piedra retorrománica de los Grisones, y la casa de madera de los Walser, originada en el Valais. Las paredes encaladas forman un claro contraste con las paredes de madera de color negro-marrón.
La Montafonerhaus es una casa de cocina de corredor con el hastial orientado hacia el valle, lo que significa que el agua que se desprende del tejado corre por el valle en el suelo paralelo al alero y no entra en el edificio. El tejado plano es un tejado de nieve con una inclinación de 23 a 25 grados y originalmente era un tejado pesado (triplemente cubierto con tejas de arcilla con postes y piedras pesadas). Un tejado de nieve tiene una inclinación tan baja que la nieve permanece en el tejado como aislante térmico y no se desliza como avalancha del tejado.
El muro con la puerta de entrada (normalmente en forma de arco de medio punto) y las habitaciones que hay detrás (porche y cocina) son de piedra, el resto de la casa tiene paredes de madera. Se pueden distinguir dos tipos básicos, según el lugar donde se encuentre la puerta de entrada: En el tipo I está en el muro del hastial que da al valle, en el tipo II la entrada está en el lateral, en el lado del alero, protegida del viento.

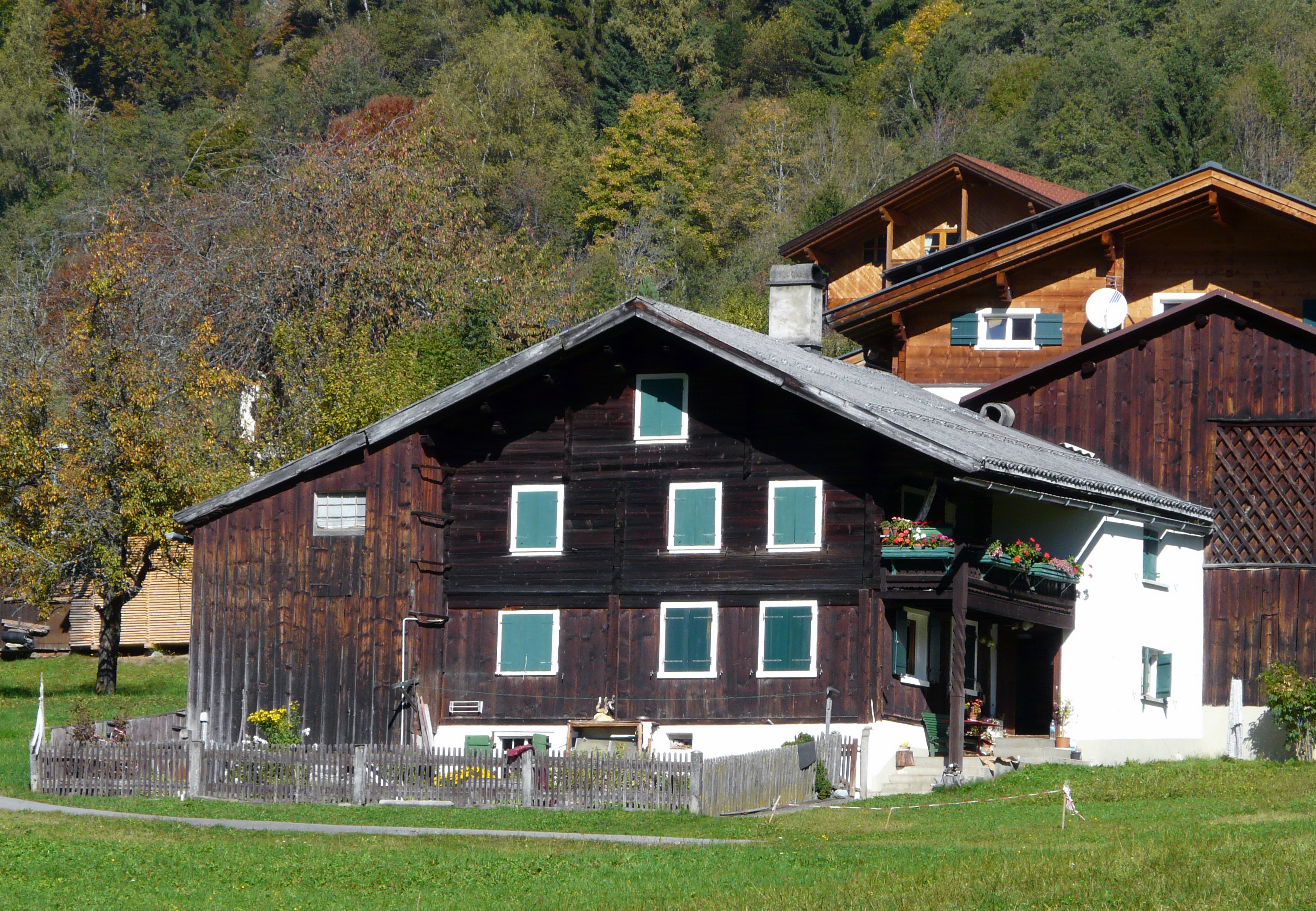
Montafonerhaus, Tipo II, en Gortipohl

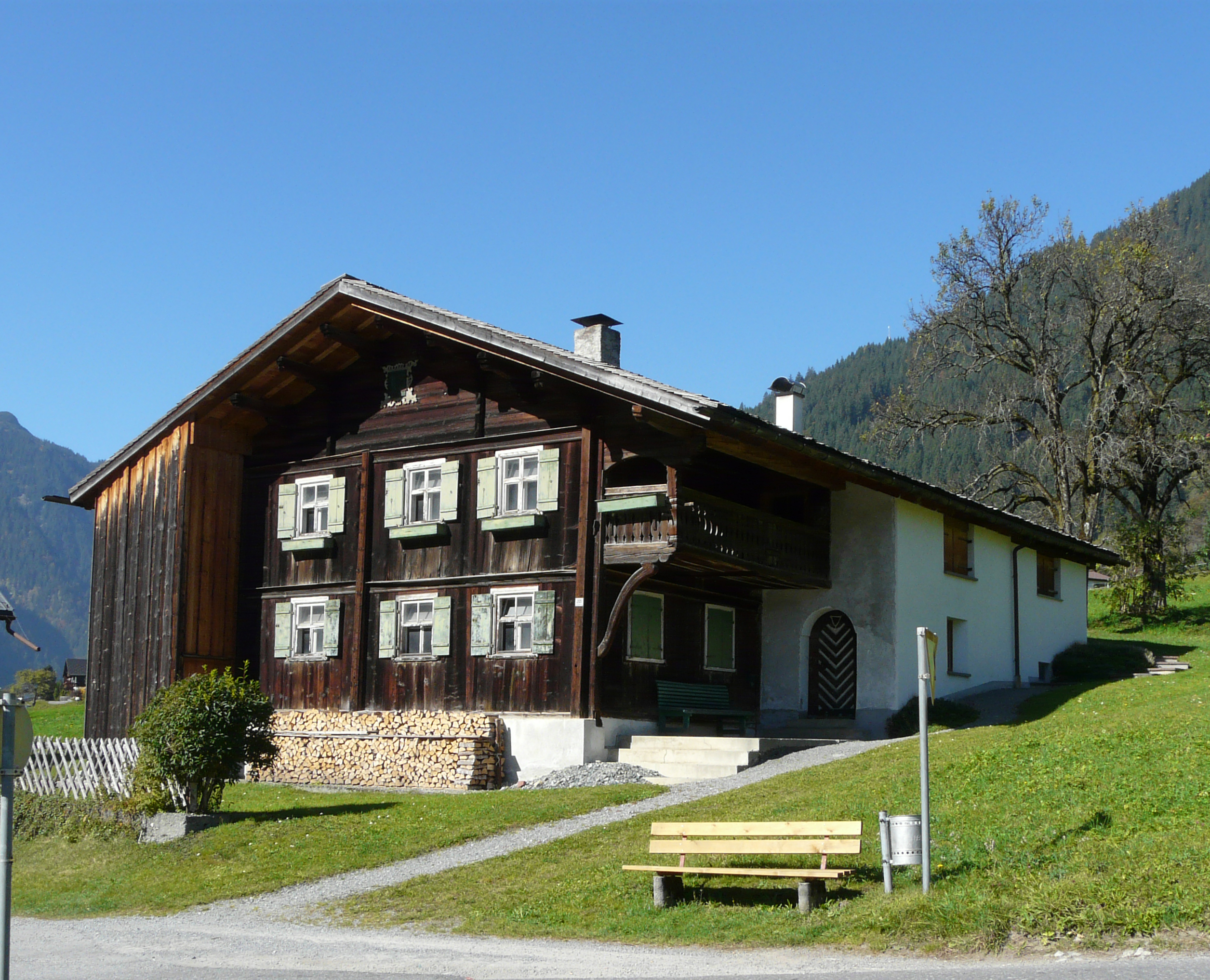
Montafonerhaus, Tipo II, en St. Gallenkirch

## Dependencia
Cerca de la casa suele haber un pequeño huerto de hierbas y verduras, que está asegurado con una valla contra el ganado y la caza. El establo de heno, construido casi por completo en madera, se encuentra a una distancia de entre 10 y 20 m de la casa de la vivienda; juntos forman el llamado Paarhof (el establo y la casa de la vivienda se encuentran uno al lado del otro o enfrentados, en las zonas de avalancha también uno detrás del otro). El establo suele ser más grande y estar más expuesto que la vivienda, para que ésta esté más protegida del viento y el heno pueda seguir secándose en el establo debido al viento.
A menudo se encuentra un Selch, un pequeño cobertizo de madera para ahumar.

## Poblado
En su origen, el Montafon no se dispuso como una estructura de pueblo. En cambio, el valle estaba formado por asentamientos agrícolas individuales. Estos surgieron en el momento de la primera limpieza del bosque.
Una característica especial del Montafon es la falta de setos en todo el valle.